# Adelomelon
Adelomelon  é um gênero de moluscos gastrópodes marinhos predadores pertencente à família Volutidae da ordem Neogastropoda. Foi classificado por William Healey Dall, em 1906, no texto "Note on some names in the Volutidae"; publicado em The Nautilus. 19(12); com seu tipo nomenclatural, Adelomelon ancilla, classificado por John Lightfoot em 1786, como Voluta ancilla, na obra A Catalogue of the Portland Museum, lately the property of the Dutchess Dowager of Portland, deceased; which will be sold by auction by Mr. Skinner & Co. Sua distribuição geográfica abrange o sudoeste do oceano Atlântico, entre sul do Espírito Santo, no sudeste do Brasil, até a Terra do Fogo, na Argentina (incluindo o estreito de Magalhães). Este gênero contém o maior caramujo Volutidae do Atlântico Ocidental e um dos maiores gastrópodes marinhos do mundo, a espécie Adelomelon beckii, cuja concha atinge de 35 até 49.2 centímetros de comprimento.

As espécies do gênero Adelomelon têm como habitat as águas moderadamente geladas ao sul da América do Sul; nas costas do Brasil, Uruguai e Argentina.[3]

## Espécies deAdelomelon
- As conchas de Adelomelon têm, muitas vezes, espécies com marcações em zigue-zague marrons, espiral pontiaguda e protoconcha com calcarella.[1]

Adelomelon ancilla (Lightfoot, 1786) - Espécie-tipo
Adelomelon beckii (Broderip, 1836)
Adelomelon riosi Clench & R. D. Turner, 1964

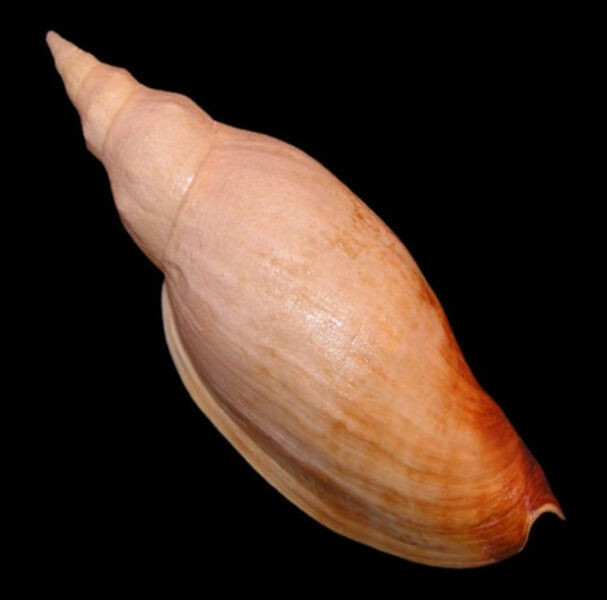
Fotografia da vista superior de uma concha de Adelomelon ancilla, a espécie-tipo do gênero Adelomelon.

## GêneroPachycymbiola

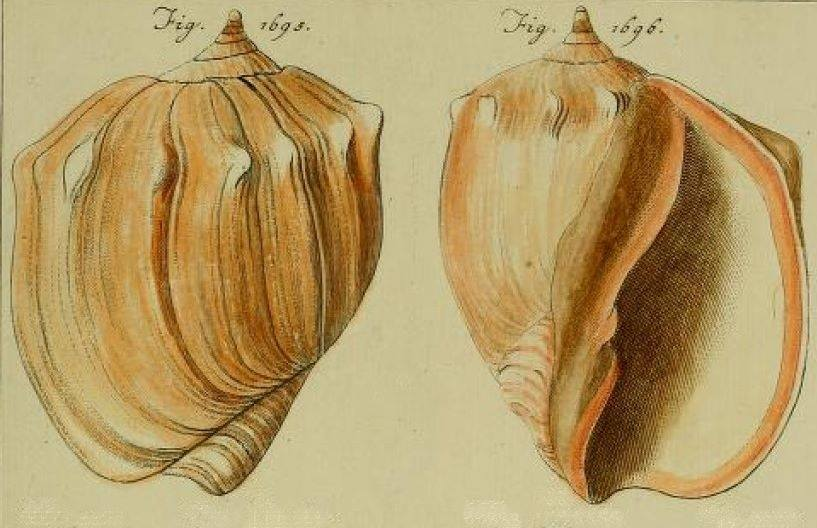
Ilustração com a vista superior (esquerda) e inferior (direita) de uma concha, sem o perióstraco, de Pachycymbiola brasiliana, por Johann Hieronymus Chemnitz, retirada de Neues Systematishes Conchylien-Cabinet (1795); outrora uma espécie pertencente a um subgênero de Adelomelonː Pachycymbiola; agora um gênero distinto.

- As conchas do gênero Pachycymbiola, outrora um subgênero de Adelomelon,[2] são globosas, sem marcações em zigue-zague marrons, com espiral baixa e protoconcha globosa a mamilar, sem calcarella.[1]

Pachycymbiola brasiliana (Lamarck, 1811)
- ex Adelomelon brasiliana (Lamarck, 1811) ou Adelomelon brasilianum (Lamarck, 1811)
Pachycymbiola ferussacii (Donovan, 1824)
- ex Adelomelon ferussacii (Donovan, 1824)
Pachycymbiola scoresbyana (Powell, 1951)
- ex Adelomelon scoresbyana (Powell, 1951) ou Adelomelon scoresbyanum (Powell, 1951)
- Ilustração com a vista superior (esquerda) e inferior (direita) de uma concha, sem o perióstraco, de Pachycymbiola brasiliana, por Johann Hieronymus Chemnitz, retirada de Neues Systematishes Conchylien-Cabinet (1795); outrora uma espécie pertencente a um subgênero de Adelomelonː Pachycymbiola; agora um gênero distinto.[1]